# Mapledurwell and Up Nately
Mapledurwell and Up Nately är en civil parish i Storbritannien.   Den ligger i grevskapet Hampshire och riksdelen England, i den södra delen av landet, 70 km väster om huvudstaden London.